# سكوت ستيرني
سكوت أندرو ستيرني (بالإنجليزية: Scott Stearney)‏ (21 أكتوبر 1960 – 1 ديسمبر 2018) كان طيارًا بحريًا أمريكيًا ونائب الأميرال للبحرية الأمريكية. عمل قائدًا للأسطول الخامس في البحرين. توفي في منصبه بسبب الانتحار ظاهريًا.

## الموت
عُثر على ستيرني ميتًا في منزله في البحرين يوم 1 ديسمبر 2018، في ما يبدو أنه انتحار. تولى الأميرال بول شليسي، نائب القائد، قيادة الأسطول الخامس مكانه.